# آهو (آریزونا)
اجو، اریزونا (به انگلیسی: Ajo, Arizona) یک منطقهٔ مسکونی در ایالات متحده آمریکا است که در شهرستان پیما، آریزونا واقع شده‌است.

## خصوصیات
اجو ۷۲٫۷ کیلومترمربع مساحت و ۳٬۷۰۵ نفر جمعیت دارد و ۵۳۶ متر بالاتر از سطح دریا واقع شده‌است.